# Rijksstraatweg

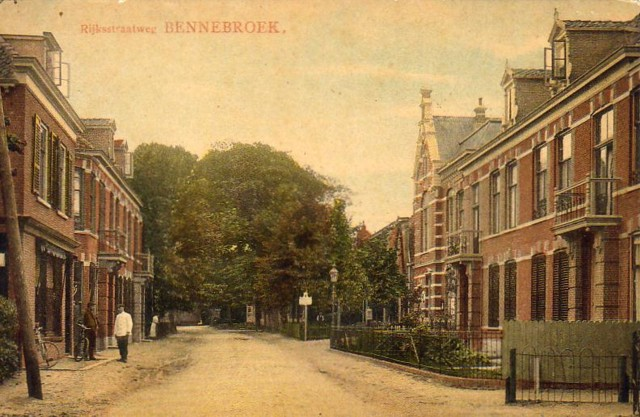
De rijksstraatweg tussen Leiden en Haarlem loopt door Bennebroek (ca. 1910).

Met een rijksstraatweg wordt een bestrate weg van interregionaal belang bedoeld, aangelegd onder verantwoordelijkheid van het Rijk. Deze benaming is verouderd ten opzichte van het huidige wegenbeheer: in de 20e eeuw werd gesproken van rijkswegen die veelal werden uitgebouwd tot (meerbaans) autosnelwegen.

## Geschiedenis
Na de centralisatie van het landsbestuur tijdens de Bataafse republiek, werd in de Franse tijd begonnen met een stelsel van rijksstraatwegen (de routes impériales), die door het Franse Rijk werden gefinancierd. Een van de eerste hiervan was de Rijksstraatweg tussen Den Haag langs Wassenaar naar Leiden, die nog steeds die naam draagt.
De aanleg van verharde wegen werd voortgezet onder koning Willem I (1815-1840). Tot die periode waren de interlokale en interregionale wegen - op enkele uitzonderingen na - onverhard. Daardoor was de trekschuit voor vervoer een aantrekkelijk alternatief. Al in 1814 was er een plan voor 26 wegen op rijkskosten, in 1816 was dat opgelopen tot 31 wegen. In 1821 werden de rijkswegen ingedeeld, 9 rijkswegen 1e klasse en 33 rijkswegen 2e klasse.
Aanleg van verharde wegen vond met name plaats in gebieden waar voldoende nijverheid de aanleg daarvan aantrekkelijk maakte. Ook belangrijke routes naar het buitenland werden verhard, bijvoorbeeld routes door Overijssel naar Duitsland. De dunbevolkte armere zandgrondgebieden werden pas veel later ontsloten. Zo lag er in 1864 in Drenthe 70 meter verharde weg per 100 ha., in Noord-Brabant 160 meter per 100 ha., terwijl in de andere provincies meer dan 200 meter verharde weg per 100 ha. was aangelegd.
Op de rijkswegen werd tol geheven. Zo waren er bijvoorbeeld op de weg van Zwolle naar Enschede 12 tollen. De tolheffing was soms zo aantrekkelijk, dat dat leidde tot particuliere wegenaanleg.
Door de hoge rijksinvesteringen in het railvervoer halverwege de tweede helft van de 19e eeuw was er minder rijksgeld beschikbaar voor het wegennet. Wegen raakten in verval en van sommige rijkswegen werd de breedte teruggebracht van 4,5 m. naar 3,5 m. Eerst met de komst van de auto veranderde dat. Vanaf 1927 werd de uitbreiding van het rijkswegennet planmatig aangepakt met het eerste rijkswegenplan voor doorgaand gemotoriseerd verkeer.

## Lijst van Rijksstraatwegen

### Gelderland
- Rijksstraatweg (West Betuwe)
- Rijksstraatweg (Beek-Ubbergen), vanaf de gemeentegrens met Nijmegen door Ubbergen en Beek tot aan de Duitse grens.

### Groningen
- Rijksstraatweg (Groningen), door Haren en Glimmen

### Noord-Holland
- Rijksstraatweg (Bennebroek)
- Rijksstraatweg (Haarlem-Noord)
- De Amsterdamsevaart in Haarlem heette aanvankelijk ook Rijksstraatweg
- Rijksstraatweg (Heemskerk)
- Rijksstraatweg (Velsen)
- Rijksstraatweg (Duivendrecht)

### Utrecht
- Rijksstraatweg (Utrecht)

### Zuid-Holland
- Rijksstraatweg (Wassenaar)
- Rijksstraatweg (Hellevoetsluis)
- Rijksstraatweg (Ridderkerk)